# New Fairfield
New Fairfield è un comune di 14.261 abitanti degli Stati Uniti d'America, situato nella Contea di Fairfield nello Stato del Connecticut.